# Cyphosperma voutmelense
Cyphosperma voutmelense là loài thực vật có hoa thuộc họ Arecaceae. Loài này được Dowe mô tả khoa học đầu tiên năm 1993.